# Champion (automerk)
Champion was een Duits automerk.

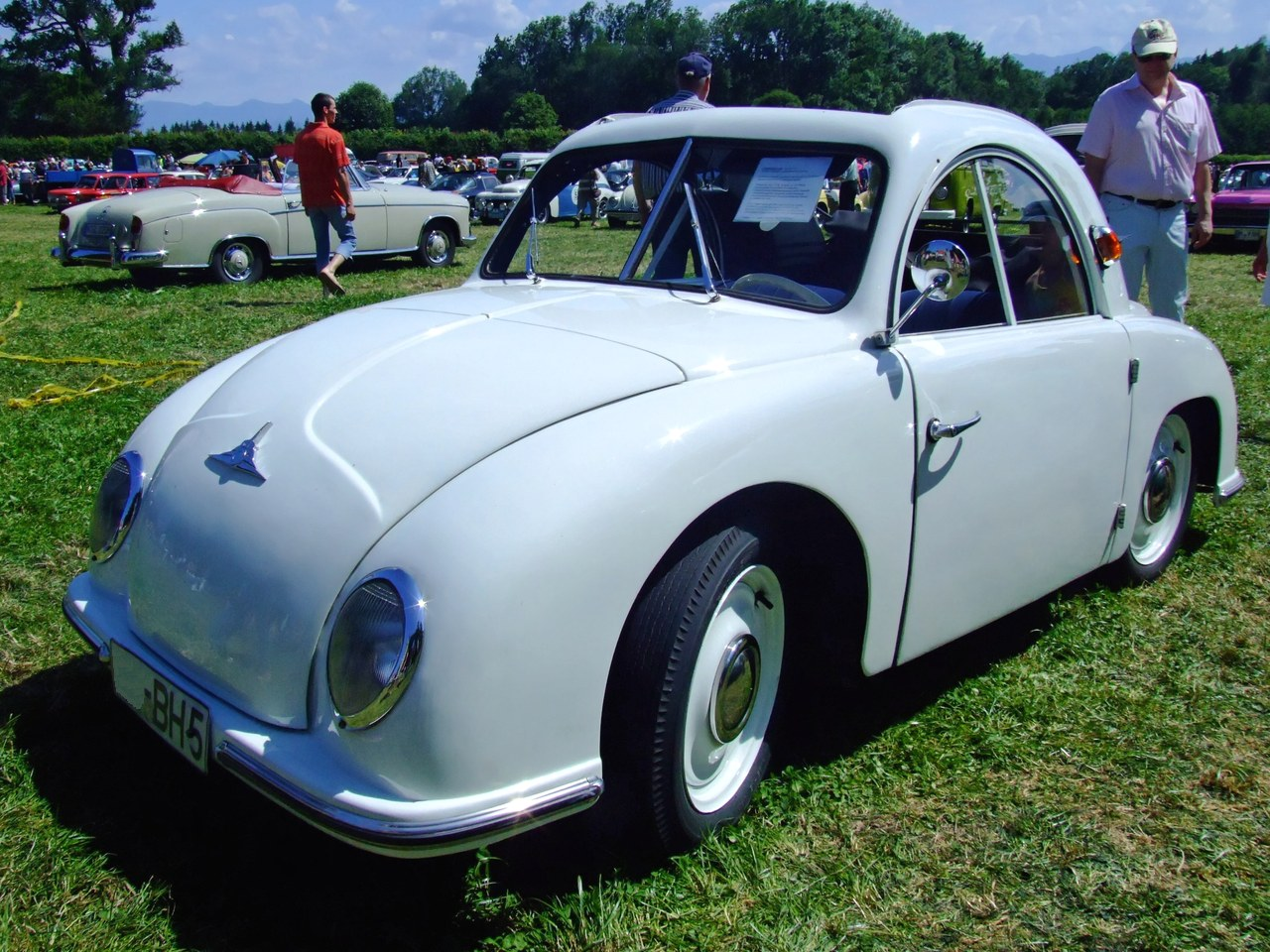
Champion 400, bouwjaar 1952

In 1947 werd door Hermann Holbein, een voormalige BMW-ingenieur, de Champion gepresenteerd. De dwergauto, een tweezitter met een achterin geplaatste 250cc eencilinder Triumph motor, werd eerst in Friedrichshafen, later in Paderborn en weer later in Ludwigshafen am Rhein geproduceerd. In 1955 nam Maico het bedrijf over.